# Fehérképű földigalamb
A fehérképű földigalamb (Zentrygon frenata) a madarak osztályának galambalakúak (Columbiformes) rendjéhez és a galambfélék (Columbidae) családjához tartozó  faj.

## Rendszerezése
A fajt Johann Jakob von Tschudi svájci ornitológus és természettudós írta le 1843-ban, a Columba nembe Columba frenata néven. Sorolták a Geotrygon nembe Geotrygon frenata néven.

## Alfajai
- Zentrygon frenata bourcieri (Bonaparte, 1855)
- Zentrygon frenata frenata (Tschudi, 1843)
- Zentrygon frenata margaritae (Blake, G. Hoy & Contino, 1961)
- Zentrygon frenata subgrisea (Chapman, 1922)[2]

## Előfordulása
Az Andokban, Argentína, Kolumbia, Ecuador és Peru területén honos. Természetes élőhelyei a szubtrópusi vagy trópusi síkvidéki és hegyi esőerdők, valamint magaslati cserjések. Állandó nem vonuló faj.

## Megjelenése
Testhossza 34 centiméter.

## Természetvédelmi helyzete
Az elterjedési területe nagyon nagy, egyedszáma pedig stabil. A Természetvédelmi Világszövetség Vörös listáján nem fenyegetett fajként szerepel.